# Duomo (termotecnica)

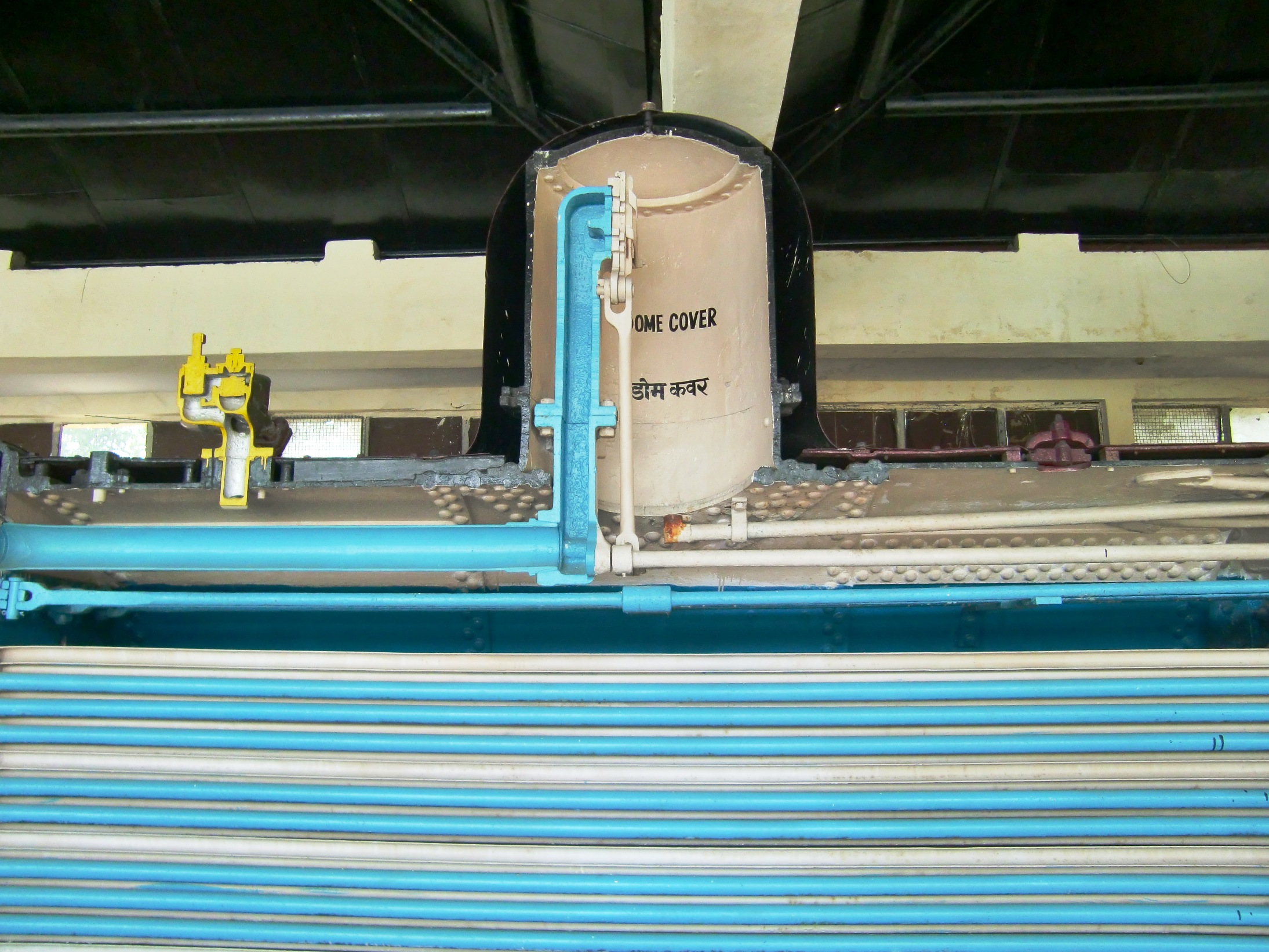
Duomo in sezione; in evidenza la valvola di presa vapore e il comando del regolatore

Il duomo è la parte sommitale di una caldaia a tubi di fumo nella quale viene prelevato il vapore saturo secco per apparecchi utilizzatori, ed è una specie di "torretta" sopra il corpo caldaia. il duomo è la tecnica più utilizzata dai progettisti di generatore di vapore per frapporre una certa distanza tra la superficie d'acqua interna alla caldaia, dove avviene l'evaporazione ed il punto da cui il vapore viene prelevato. 
Il duomo è costituito di un cilindro verticale di acciaio di diametro pari o maggiore ad un "passo d'uomo", applicato in corrispondenza di un'apertura sulla parte superiore del corpo cilindrico della caldaia.
La sua posizione viene scelta durante la fase progettuale, scegliendo il punto più favorevole per l'intercettazione del vapore saturo secco. Nelle locomotive con forno tipo "Bury" al di sopra del cielo del forno e nelle locomotive più tradizionali nel punto in cui la sezione del corpo cilindrico è maggiore. La parte superiore del duomo è provvista di un portello sul quale può essere montata la valvola di sicurezza. All'interno del duomo è disposto il gruppo di prelievo del vapore, la sua parte terminale detta valvola di presa è disposta nella parte più alta del duomo in modo da prelevare vapore più secco possibile, e questa è una parte del cosiddetto regolatore che viene azionato dal macchinista.
Il duomo è necessario per limitare il trascinamento di goccioline d'acqua da parte del flusso di vapore uscente dalla caldaia poiché la maggior parte degli apparecchi utilizzatori soffre alquanto se viene alimentata con vapore umido, vale a dire con rilevante quantità di acqua trascinata. Il fenomeno è assai pronunciato nelle caldaie funzionanti a pressione piuttosto bassa, per cause legate alle caratteristiche dell'acqua e del vapore come la temperatura di ebollizione, pertanto nelle applicazioni moderne il duomo si riscontra pressoché esclusivamente sulle caldaie cosiddette "a bassa pressione", è comune, costituendone un elemento peculiare.